# 海辺のキュー
『海辺のキュー』（うみべのキュー）は、背川昇による日本の漫画。『月刊ヒーローズ』（小学館クリエイティブ）にて2019年9月号から2020年12月号（休刊号）まで連載され、2020年11月よりウェブコミック配信サイト『コミプレ』内「ヒーローズ」にて17話から28話まで配信された。

## あらすじ
スマホを持っていないことを友人にからかわれたり、部活では不器用さから上級生にいびられる毎日にうんざりする女子中学生の犬飼千穂はある日、海辺で謎の生命体を拾う。キューと名付けたその生命体を飼いはじめて、その毎日に変化が訪れる。

## 登場人物

### 主要人物
犬飼千穂（いぬかい ちほ）
主人公である女子中学生。基本的に明るく負けん気が強い性格だが、クラスで唯一スマホを買い与えられていないため流行に鈍いのを馬鹿にされたり、所属するテニス部では不器用で、部長から「ポチ」と呼ばれてなじられるといった苦難の毎日を過ごしストレスを溜めこんでいる。家族との仲も良好ではない。そんなある日海辺で未知の生命体を見つけ、その能力を知り「キュー」と名付けて家族には内緒で飼いはじめる。
キュー
海辺で千穂に発見された謎の生物。シルエットは犬に似ており鳴き声も「ワン」と犬そのものだが全身が肌色で太い尻尾をもつ。彼には人間を丸呑みにし、その人間のストレスだけを吸い取って吐き出す能力がある。最初にこれを体験した千穂曰く「めっちゃ清々しい」とのこと。尻尾をラケットに見立ててテニスをしたり、海で溺れた千穂の背中に張り付き尻尾を使って泳がせるといった芸当も行う。
千穂の検証では人間の食べる物は全く受けつけないが、彼女の持っていたハンドスピナーに強い興味を示し延々と回していた。
前述のストレスを治癒する能力を使うたびに尻尾が黒ずんでいき、テニス部の部長を飲みこんだ時に真っ黒になった直後に体が分裂し、彼の体色をそのまま黒くしたような生物が生まれた。

### サブキャラクター
佐藤 静（さとう しず）
千穂たちの所属するテニス部の部長。目つきが悪く、その印象通りのいじめっ子気質で後輩たちを厳しくしごいている。特に千穂には彼女のミスが原因で負傷したことから彼女を「ポチ」と呼んで蔑み、ボールをぶつけたり、酷い目に遭っているのを見ると高笑いしたり手酷く扱う。静の幼馴染で想い人でもある鳴海によると「昔から凶暴」で自身は幼稚園の頃に特によく泣かされたという（千穂はこれを好意の裏返しと取った）。
千穂が休日に偶然とはいえ鳴海に会ったことが逆鱗に触れ、彼女を言葉責めにするが反抗され、遂に怒りが頂点に達し手を上げそうになった瞬間にキューに呑み込まれる。
虻川（あぶかわ）、古川（ふるかわ）
千穂と同じくテニス部に所属する友人たち。虻川はたれ目、古川はショートヘアが特徴。
スマホを持っておらず連絡が面倒な千穂抜きで遊びに行ったり、失態を演じ部長の怒りを買う千穂を「また目をつけられた」と咎めるなど薄情な面が目立つが、何だかんだで彼女を見捨てはせず、通学時などはいつも一緒に行動している。
鳴海（なるみ）
テニス部部長・静の同級生で幼馴染の男子生徒。千穂らの先輩。虻川曰く家が静と隣同士で通学時に2人はいつも連れ立っている。
前述の通り幼稚園時代は静にいじめられており、対抗手段として静に虫を近づけたりしたという。
優しい性格で静のことも「そんなに悪いやつじゃない」と評している。後輩の千穂にも気さくに接し、普段から酷い仕打ちを受ける彼女を心配していた。
犬飼光輝（いぬかい こうき）
千穂の弟でおそらく小学生。普段から姉の千穂を邪険に扱い、些細なことで喧嘩になり彼女を「ペチャパイ!!」「ブス!!」と口汚く罵る。一度キューの能力を体験して晴れやかな表情を見せている。ただし就寝中だったため「デカいナメクジに食べられる夢を見たら元気になった」と解釈していた。
千穂の母
いつも喧嘩が絶えない千穂と光輝に手を焼いている。一度キューを目撃しているが千穂が「（音の出る）ぬいぐるみ」だと誤魔化したのを信じ込んだ。
千穂の父
やや目つきが悪く呆けたような表情をしている。家族で水族館に来たときは子供たちに続いて彼も一人でふらつき始め、妻を呆れさせた。

## 書誌情報
- 背川昇『海辺のキュー』 ヒーローズ〈ヒーローズコミックス〉、全4巻
  1. 2020年2月5日発売、ISBN 978-4-86468-699-0
  2. 2020年8月5日発売、ISBN 978-4-86468-735-5
  3. 2021年3月5日発売、ISBN 978-4-86468-791-1
  4. 2021年11月5日発売、ISBN 978-4-86468-836-9